# Leptoneta miaoshiensis
Leptoneta miaoshiensis là một loài nhện trong họ Leptonetidae.
Loài này thuộc chi Leptoneta. Leptoneta miaoshiensis được miêu tả năm 1993 bởi Chen & Zhang.